# La bella e la bestia (colonna sonora 2017)
La bella e la bestia (titolo originale Beauty and the Beast: Original Motion Picture Soundtrack) è l'album discografico di colonna sonora del film omonimo diretto da Bill Condon, remake live action dell'omonimo film d'animazione del 1991, a sua volta adattamento di una fiaba scritta da Jeanne-Marie Leprince de Beaumont.
Il disco è uscito nel marzo 2017.

## Descrizione
La colonna sonora del film è composta da Alan Menken, già autore delle musiche del film d'animazione, con testi italiani adattati da Lorena Brancucci. La colonna sonora include canzoni dal film originale e nuove canzoni scritte da Menken e Tim Rice. Non sono invece presenti le canzoni del musical di Broadway. Ariana Grande e John Legend cantano una nuova versione di Beauty and the Beast, brano originariamente cantato da Céline Dion e Peabo Bryson nel film d'animazione originale. La stessa Dion interpreta invece il brano How Does a Moment Last Forever, mentre Josh Groban esegue il brano Evermore, entrambi appositamente composti da Menken e Rice per il film.

## Tracce

### Edizione originale
1. Overture (Score) – 3:05 – Alan Menken
2. Main Title: Prologue Pt. 1 – 0:42 – Hattie Morahan (narration)
3. Aria – 1:02 – Audra McDonald
4. Main Title: Prologue Pt. 2 – 2:21 – Hattie Morahan (narration)
5. Belle – 5:33 – Emma Watson, Luke Evans, Ensemble
6. How Does a Moment Last Forever (Music Box) – 1:03 – Kevin Kline
7. Belle (Reprise) – 1:15 – Watson
8. Gaston – 4:25 – Evans, Josh Gad, Ensemble
9. Be Our Guest – 4:48 – Ewan McGregor, Emma Thompson, Gugu Mbatha-Raw, Ian McKellen
10. Days in the Sun – 2:40 – Adam Mitchell, Stanley Tucci, McGregor, Mbatha-Raw, Thompson, McDonald, Watson, McKellen, Clive Rowe
11. Something There – 2:54 – Watson, Dan Stevens, Thompson, Nathan Mack, McKellen, McGregor, Mbatha-Raw
12. How Does a Moment Last Forever (Montmartre) – 1:55 – Watson
13. Beauty and the Beast – 3:19 – Thompson
14. Evermore – 3:14 – Stevens
15. The Mob Song – 2:28 – Evans, Gad, Ensemble, Thompson, McKellen, Tucci, Mack, Mbatha-Raw, McGregor
16. Beauty and the Beast (Finale) – 2:14 – McDonald, Thompson, Ensemble
17. How Does a Moment Last Forever – 3:37 – Céline Dion
18. Beauty and the Beast – 3:47 – Ariana Grande & John Legend
19. Evermore – 3:09 – Josh Groban

Edizione deluxe - CD 1 (Tracce bonus)
1. Aria (Demo) – 0:36 – Menken
2. How Does a Moment Last Forever (Demo) – 0:59 – Menken
3. Days in the Sun (Demo) – 3:30 – Menken
4. How Does a Moment Last Forever (Demo) – 1:21 – Menken
5. Evermore (Demo) – 2:55 – Menken

Edizione deluxe - CD 2
1. Main Title: Prologue (Score) – 3:01 – Menken
2. Belle Meets Gaston (Score) – 0:54 – Menken
3. Your Mother (Score) – 2:13 – Menken
4. The Laverie (Score) – 1:22 – Menken
5. Wolf Chase (Score) – 3:14 – Menken
6. Entering the Castle (Score) – 1:18 – Menken
7. A White Rose (Score) – 3:57 – Menken
8. The Beast (Score) – 4:03 – Menken
9. Meet the Staff (Score) – 1:00 – Menken
10. Home (extended mix) (Score) – 2:04 – Menken
11. Madame de Garderobe (Score) – 1:28 – Menken
12. There's a Beast (Score) – 2:02 – Menken
13. A Petal Drops (Score) – 1:02 – Menken
14. A Bracing Cup of Tea (Score) – 2:06 – Menken
15. The West Wing (Score) – 2:58 – Menken
16. Wolves Attack Belle (Score) – 3:17 – Menken
17. The Library (Score) – 3:05 – Menken
18. Colonnade Chat (Score) – 2:54 – Menken
19. The Plague (Score) – 0:51 – Menken
20. Maurice Accuses Gaston (Score) – 2:01 – Menken
21. Beast Takes a Bath (Score) – 1:21 – Menken
22. The Dress (Score) – 1:01 – Menken
23. You Must Go to Him (Score) – 2:50 – Menken
24. Belle Stops the Wagon (Score) – 2:42 – Menken
25. Castle Under Attack (Score) – 4:20 – Menken
26. Turret Pursuit (Score) – 2:12 – Menken
27. You Came Back (Score) – 5:13 – Menken
28. Transformations (Score) – 4:06 – Menken

### Edizione italiana
1. Overture – Musica di Alan Menken
2. Prologo (1 parte) – Vittoria Puccini
3. Una notte di pura magia – Fiamma Izzo
4. Prologo (2 parte) – Vittoria Puccini
5. Belle – Ilaria De Rosa, Marco Manca, Coro
6. L’amore dura – Luca Biagini
7. Belle (reprise) – Ilaria De Rosa
8. Ecco Gaston – Daniele Giuliani, Marco Manca, Coro
9. Stia con noi – Frédéric Lachkar, Giovanna Rapattoni, Jacqueline Maiello Ferry, Pietro Biondi
10. Quei giorni passati – Simone Iuè, Fabrizio Pucci, Frédéric Lachkar, Jacqueline Maiello Ferry, Pietro Biondi, Giovanna Rapattoni, Ilaria De Rosa, Fiamma Izzo, Nicola Gargaglia
11. Uno sguardo d’amore – Ilaria De Rosa, Luca Velletri, Frédéric Lachkar, Pietro Biondi, Giovanna Rapattoni, Alessandro Carloni, Jacqueline Maiello Ferry
12. La soffitta dei ricordi – Ilaria De Rosa
13. La Bella e la Bestia – Giovanna Rapattoni
14. Per sempre – Luca Velletri
15. Attacco al castello – Marco Manca, Daniele Giuliani, Coro, Giovanna Rapattoni, Pietro Biondi, Fabrizio Pucci, Alessandro Carloni, Jacqueline Maiello Ferry, Frédéric Lachkar
16. La Bella e la Bestia (reprise) – Fiamma Izzo, Giovanna Rapattoni, Coro
17. How Does a Moment Last Forever – Céline Dion
18. Beauty and the Beast – Ariana Grande e John Legend
19. Evermore – Josh Groban